# Guinobatan
Guinobatan é um município de  primeira classe de renda municipal (d) na província Albay, nas Filipinas. De acordo com o censo de 1 de maio  de  2020 possui uma população de 85 786 pessoas e 20 327 domicílios.